# Shaun Cole
Shaun Cole (1963) é um cosmologista britânico.
É professor de física da Universidade de Durham desde 2005. Recebeu o Prêmio Shaw de 2014.